# Künga Lodrö Gyaltsen Päl Sangpo
Künga Lodrö Gyaltsen Päl Sangpo (1299-1327) was een Tibetaans geestelijke uit de sakyatraditie van het Tibetaans boeddhisme.
Hij was de achtste keizerlijk leermeester (dishi) van 1315 tot 1327 voor de Yuankeizers Buyantu Khan, Gegen Khan en Yesun Timur Khan. Deze titel werd voor het eerst werd toegekend aan Phagspa door keizer Koeblai Khan.